# Токмацкий
Токмацкий — хутор в Орловском районе Ростовской области, в составе Красноармейского сельского поселения.

## География
Хутор расположен на правом берегу реки Большая Куберле, напротив посёлка Красноармейский

### Улицы
| - пер. Кооперативный, - пер. Короткий, - пер. Северный, - пер. Терновый, - пер. Шолохова, | - ул. Дорожная, - ул. Речная, - ул. Совхозная, - ул. Солнечная. |

## История
Основан в конце XIX века как временное поселение Такмакское на землях калмыцкой станицы Кутейниковской. Согласно данным первой Всероссийской переписи населения 1897 года в поселении Токмацком проживало 126 душ мужского и 141 женского пола. Согласно Алфавитному списку населенных мест Области войска Донского 1915 года в поселении проживало 226 мужчин и 208 женщин, земельный надел составлял 2517 десятин, на хуторе имелась паровая мукомольная мельница
Согласно первой Всесоюзной переписи населения 1926 года население этого хутора составило 466 человека, из них украинцы — 369, великороссы — 97. На момент переписи хутор входил в состав Куберлеевского сельсовета Пролетарского района Сальского округа Северо-Кавказского края.

## Население
Динамика численности населения
| 1897 | 1915 | 1926 | 2002 |
| ---- | ---- | ---- | ---- |
| 267  | 434  | 466  | 401  |

| 2010 |
| ---- |
| 374  |